# Gerald Henderson (1987)
Jerome McKinley Henderson jr., detto Gerald (Caldwell, 9 dicembre 1987), è un ex cestista statunitense.
È il figlio di Gerald Henderson sr.

## Carriera
È stato selezionato dai Charlotte Bobcats al primo giro del Draft NBA 2009 (12ª scelta assoluta).

## Statistiche

### College
| Anno      | Squadra          | PG  | PT | MP   | TC%  | 3P%  | TL%  | RP  | AP  | PRP | SP  | PP   |
| --------- | ---------------- | --- | -- | ---- | ---- | ---- | ---- | --- | --- | --- | --- | ---- |
| 2006-2007 | Duke Blue Devils | 32  | 10 | 19,3 | 45,1 | 32,0 | 62,7 | 2,9 | 1,1 | 0,5 | 0,3 | 6,8  |
| 2007-2008 | Duke Blue Devils | 34  | 33 | 26,2 | 47,4 | 31,7 | 66,9 | 4,7 | 1,6 | 1,1 | 0,9 | 12,7 |
| 2008-2009 | Duke Blue Devils | 37  | 36 | 29,7 | 45,0 | 33,6 | 76,1 | 4,9 | 2,5 | 1,2 | 0,8 | 16,5 |
| Carriera  | Carriera         | 103 | 79 | 25,3 | 45,8 | 32,9 | 70,6 | 4,2 | 1,8 | 1,0 | 0,7 | 12,3 |

### NBA

#### Regular Season
| Anno      | Squadra             | PG  | PT  | MP   | TC%  | 3P%  | TL%  | RP  | AP  | PRP | SP  | PP   |
| --------- | ------------------- | --- | --- | ---- | ---- | ---- | ---- | --- | --- | --- | --- | ---- |
| 2009-2010 | Charlotte Bobcats   | 43  | 0   | 8,3  | 35,6 | 15,7 | 74,5 | 1,3 | 0,3 | 0,2 | 0,2 | 2,6  |
| 2010-2011 | Charlotte Bobcats   | 68  | 30  | 24,4 | 45,4 | 19,4 | 78,5 | 3,0 | 1,5 | 0,7 | 0,5 | 9,6  |
| 2011-2012 | Charlotte Bobcats   | 55  | 55  | 33,3 | 45,9 | 23,4 | 76,0 | 4,1 | 2,3 | 0,9 | 0,4 | 15,1 |
| 2012-2013 | Charlotte Bobcats   | 68  | 58  | 31,4 | 44,7 | 33,0 | 82,4 | 3,7 | 2,6 | 1,0 | 0,5 | 15,5 |
| 2013-2014 | Charlotte Bobcats   | 77  | 77  | 32,0 | 43,3 | 34,8 | 76,1 | 4,0 | 2,6 | 0,7 | 0,4 | 14,0 |
| 2014-2015 | Charlotte Hornets   | 80  | 72  | 28,9 | 43,7 | 33,1 | 84,8 | 3,4 | 2,6 | 0,6 | 0,3 | 12,1 |
| 2015-2016 | Portland T. Blazers | 72  | 0   | 19,9 | 43,9 | 35,3 | 76,7 | 2,9 | 1,0 | 0,5 | 0,3 | 8,7  |
| 2016-2017 | Philadelphia 76ers  | 72  | 41  | 23,2 | 42,3 | 35,3 | 80,6 | 2,6 | 1,6 | 0,6 | 0,2 | 9,2  |
| Carriera  | Carriera            | 535 | 333 | 25,9 | 44,0 | 32,7 | 79,3 | 3,2 | 1,9 | 0,7 | 0,3 | 11,2 |

#### Play-off
| Anno     | Squadra             | PG | PT | MP   | TC%  | 3P%  | TL%  | RP  | AP  | PRP | SP  | PP  |
| -------- | ------------------- | -- | -- | ---- | ---- | ---- | ---- | --- | --- | --- | --- | --- |
| 2014     | Charlotte Bobcats   | 4  | 4  | 29,8 | 37,8 | 0,0  | 64,7 | 4,0 | 2,3 | 1,0 | 0,3 | 9,8 |
| 2016     | Portland T. Blazers | 11 | 0  | 21,3 | 36,6 | 36,8 | 75,0 | 3,2 | 1,5 | 0,5 | 0,3 | 6,9 |
| Carriera | Carriera            | 15 | 4  | 23,5 | 37,0 | 25,0 | 69,0 | 3,4 | 1,7 | 0,7 | 0,3 | 7,7 |

## Palmarès
- NCAA AP All-America Third Team (2009)